# Chiyam
Chiyam (arabisch الخيام al-Chiyām, DMG al-Ḫiyām; oft unter der Schreibung Khiam bekannt) ist ein Ort im Südlibanon in der Nähe von Nabatäa.

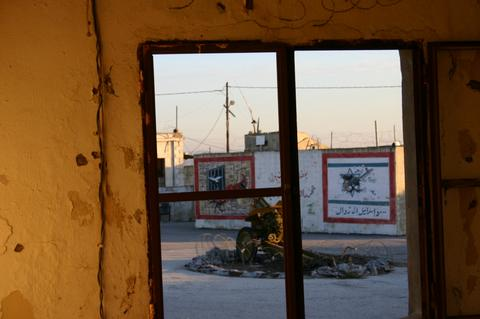
Das ehemalige Gefangenenlager bei Chiyam (2004)

Auf einem Hügel nahe Chiyams wurde während der Französischen Mandatszeit (1920–1943) aus strategischen Gründen eine militärische Barackensiedlung errichtet. Seit 1943 Basis der Libanesischen Armee, fiel sie nach dem Ende des Libanesischen Bürgerkrieges und dem formalen Rückzuges der israelischen Armee (Tzahal) 1985 unter die Kontrolle der Südlibanesischen Armee (SLA), die sie in ein Haft- und Verhörzentrum umwandelte. 
Bis zum endgültigen Abzug Israels aus dem von ihm seit dem 14. März 1978 (Operation Litani) besetzten Südlibanon im Mai 2000 und dem folgenden Zerfall der SLA blieb das Zentrum in Betrieb. In seinem Einsatz gegen libanesische Zivilisten war Chiyam bekannt für Folter und unzumutbare Haftbedingungen. Unter dem Druck israelischer Anwälte und der Öffentlichkeit konnte das IKRK ab 1995 die ohne Gerichtsurteil Inhaftierten betreuen und Hafterleichterungen bewirken. 
Israel selbst hat bestritten, an den Aktivitäten in Chiyam beteiligt gewesen zu sein, und erklärt, das Zentrum 1988 übergeben zu haben. Eine eidesstattliche Versicherung des Tzahal-Brigadegenerals Dan Chalutz für das israelische Verteidigungsministerium bestätigte jedoch die erhebliche Beteiligung Israels – inklusive Trainingsmaßnahmen und Gehältern für die Vernehmer.
Das Gefängnis wurde 2000 von der im Süden Libanons dominierenden Hisbollah zur „Erinnerungsstätte für den Widerstand gegen die Besatzung“ umgewandelt und 2006 am Jahrestag des israelischen Abzugs vom libanesischen Präsidenten Émile Lahoud besucht.
Während des Libanonkrieges 2006 wurde ein Großteil des Lagers sowie das dreistöckige Gebäude der UNTSO in Chiyam am 26. Juli durch israelische Luftangriffe zerstört, wobei vier Soldaten der UN starben.